# Armadillo haedillus
Armadillo haedillus là một loài chân đều trong họ Armadillidae. Loài này được Barnard miêu tả khoa học năm 1968.